# Consejo Regulador de una denominación de origen
Un Consejo Regulador es un organismo encargado de regular y normalizar la actuación de los agentes adscritos a una denominación de origen, así como responsable del cumplimiento efectivo de las mismas.
Desde un punto de vista jurídico, un Consejo Regulador es una corporación de derecho público representativa de intereses económicos y sociales, que en el ejercicio de determinadas facultades públicas, actúa con el carácter de órgano desconcentrado de la administración.
La misión principal de un Consejo Regulador de una denominación de drigen es la defender la propia denominación de origen y sus intereses, aplicar los preceptos reglamenterios que se determinen para controlar la calidad y garantizar el origen de los productos amparados, así como la de fomentar los productos amparados por la denominación de origen.

## Historia
La denominación de productos agroalimentarios con el nombre de su lugar de producción, es una práctica tan antigua como la existencia de los mercados en los que se producían tales transacciones. De esta forma se les confería un valor especial, reconociéndose cualidades singulares debidas a las características naturales y climatológicas de la zona, así como a los sistemas históricos, tradicionales, de cultivo, crianza y transformación.

### Antecedentes de la denominación de origen
Las designaciones geográficas más antiguas surgen con el vino y el aceite de oliva, dada la especial sensibilidad de la vid y del olivo ante pequeñas variaciones de los factores naturales, que son todos aquellos que escapan a la influencia directa del hombre. De hecho, desde la más lejana antigüedad los vinos eran identificados por su lugar de origen. Hay incluso referencias tan antiguas como las que da la Biblia a los vinos de Angaddi y Baal-Hammon o las de los vinos de Samos, Creta y Thasos, en la Grecia clásica.
Uno de los primeros indicios de protección geográfica en el derecho español, está referido al Vino de Ribadavia de 1564:

El vino de Ribadavia ha de ser de la viña de Ribadavia hasta la fuente San Clodio, de las partes siguientes: primeramente feligresía Sampayo, San Andrés de Camporredondo, Esposende, Pozoshermos, hasta llegar a la dicha fuente de San Clodio, toda la orilla del río Avia y de allí revolver abajo, Vieyte, Beade, etc. 

(...) Otro sí porque de meterse vino en esta villa de partes donde no se hace bueno y ay daño e ynconbeniente porque debaxo de una cuba de buen vino benden a los mercaderes otro que no es tal, y los compradores después se allan engañados, y no es vino que se pueda cargar sobre el mar.
Archivo regional de Galicia, Legajo 26.362 n.° 31

La primera denominación tradicional que puede considerarse realmente protegida, podría ubicarse en el siglo XVII, en Francia. El 31 de agosto de 1666, el parlamento de  Toulouse decreta que «sólo los habitantes de Roquefort tienen la exclusividad del curado del producto. Sólo existe un Roquefort, y es el que se cura en Roquefort desde tiempos inmemoriales en las cuevas de este pueblo».
 De esta forma se sientan las bases jurídicas de lo que hoy sería una Indicación geográfica protegida.

### El desarrollo de las denominaciones de origen
El primer decreto que más se acerca al concepto moderno de la denominación de origen es el Editto de Cosimo III De`Medici del 1716 que define los territorios toscanos del Pomino, Valdarno Superiore, Carmignano y Chianti, además de decretar sistema de cultivo, cantidades, comercialización y exportación. La primera denominación de origen regulada data de 1756, cuando el 10 de septiembre de aquel año, el marqués de Pombal, primer ministro de José I de Portugal, crea en Oporto (Portugal), la Compañía General de la Agricultura de las Viñas del Alto Duero, con la que pretendía asegurar la calidad del famoso Vino de Oporto, equilibrar la producción y el comercio y fijar los precios. Nace así el equivalente al primer Consejo Regulador de una Denominación de Origen en el mundo.
A pesar de los intentos de todos los países por proteger el origen de sus productos tradicionales y evitar falsificaciones e imitaciones, la ausencia de una legislación internacional y la falta de reconocimiento mutuo entre los países de las distintas denominaciones de origen, hacen que exista un fraude generalizado que afectaba por igual a las distintas regiones de Europa. La necesidad de protegerse de estos fraudes, llevó a los principales industriales del Viejo Continente a celebrar varias conferencias, hasta que el 20 de marzo de 1883 se firma el Convenio de París para la Protección de la Propiedad Industrial que incluye cierta protección internacional a las indicaciones de procedencia de productos tradicionales y reconoce algunas "marcas de origen".
Es a partir de entonces cuando los distintos países empiezan a legislar sobre las denominaciones de origen y cuando empiezan a surgir los diferentes Consejos Reguladores para garantizar la calidad y la producción de los productos tradicionales.

### El desarrollo de las denominaciones de origen en España
En España, la primera marca de origen reconocida oficialmente fue, en 1925, la de Vino de Rioja. Sin embargo, este reconocimiento de la marca Rioja como indicación de origen protegida, no viene acompañada del reconocimiento de la denominación de origen Rioja por falta de un consejo regulador y un reglamento para la denominación de origen. Pese a que posteriormente se crea un organismo de control (antecedente del Consejo Regulador) y a que en 1928 se aprueba un reglamento para la Denominación de Origen Rioja, las disputas entre las distintas partes integrantes de la denominación hacen que esta no se estructure legalmente hasta 1947, habiendo sidas reconocidas ya por entonces otras 4 denominaciones de origen.
La aprobación del primer Estatuto del vino en 1933, que reconoce por primera vez a las denominaciones de origen, es el inicio de las denominaciones de origen en España. La primera en aprobarse legalmente es la denominación de origen Jerez-Xérès-Sherry cuyo reglamento del Consejo Regulador de la denominación de origen fue publicado 19 de enero de 1935.